# 切斯瓦夫·克维钦斯基
切斯瓦夫·克维钦斯基（波蘭語：Czesław Kwieciński，1943年1月20日—），波兰男子摔跤运动员。他曾代表波兰参加1964年、1968年、1972年、1976年和1980年夏季奥林匹克运动会摔跤比赛，获得二枚铜牌。